# NaturalMotion
NaturalMotion es una compañía de software británica con oficinas en Oxford, Londres, Brighton y San Francisco. Fundada en noviembre de 2001 como una empresa alargada de la Universidad de Oxford, NaturalMotion se especializa en la creación de tecnología de animación para el juego y las industrias cinematográficas. En enero de 2014, NaturalMotion fue adquirida por Zynga por US$ 527 millones.
Sus principales productos tecnológicos son Endorphin (para la industria cinematográfica) y Euphoria (para la industria del juego), además de videojuegos como Backbreaker y CSR Racing.

## Tecnología
NaturalMotion comercializó su tecnología de animación procesal, que ellos llaman Dynamic Motion Synthesis (DMS). DMS se basa en una simulación en tiempo real de la biomecánica y el control del motor del sistema nervioso. Como tal, tiene raíces en la biología y la teoría del control del robot. NaturalMotion afirma que DMS permite personajes 3D totalmente interactivos, ya que no se basa en la animación en lata. DMS se utiliza en dos de los productos de la empresa: Endorphin, una "herramienta para crear dobles virtuales" y Euphoria, un motor de tiempo de ejecución. El primer título lanzado comercialmente para usar Euphoria fue Grand Theft Auto IV de Rockstar Games.
El otro producto de middleware de NaturalMotion es Morpheme, un motor de animación para Wii U, PlayStation 3, Xbox 360, PC, PlayStation Vita, Android e iOS. A diferencia de otros paquetes de la compañía, Morpheme no utiliza DMS y en su lugar proporciona herramientas para mezclar animaciones, cinemática inversa y simulación de cuerpo rígido. Algunos de los juegos que utilizan Morpheme incluyen BioShock Infinite, Enslaved: Odyssey to the West, Eve Online y Pure.

## Clientes
La tecnología de NaturalMotion está en uso en muchas compañías de cine y juegos, incluyendoSony, The Mill, Electronic Arts, Moving Picture Company, Konami, Capcom, Sega y muchos más. Las películas y los juegos que ofrecen la animación de Endorphin incluyen Troy, Poseidon, The Getaway, Tekken 5 y Metal Gear Solid.
En 2006, LucasArts anunció que usaría el motor de animación Euphoria en Indiana Jones y el personal de Kings y Star Wars: The Force Unleashed. En 2007, Rockstar Games anunció que había autorizado este motor para muchos de sus juegos nuevos y futuros, con el primer título anunciado como Grand Theft Auto IV. Los siguientes títulos de Rockstar Games que utilizan el motor incluyen Red Dead Redemption, Max Payne 3 y Grand Theft Auto V.

## Juegos
En 2009, NaturalMotion lanzó su primer juego, el título de iPhone Backbreaker Football, que utilizó Morpheme para simular el movimiento y el aborde. El juego fue un éxito crítico y comercial, con un índice de calidad de 8.1/10 y 5 millones de descargas.
La compañía creó una nueva división, NaturalMotion Games, el 18 de noviembre de 2010. En 2011, NaturalMotion Games lanzó su primer título "Free-To-Play" My Horse en iPhone y iPad. Se ha descargado más de 11 millones de veces. Su segundo juego de F2P, CSR Racing, alcanzó el número uno en las listas de recaudación de fondos y Top Gratis de App Store en todo el mundo. El juego ganó más de $12 millones en su primer mes. En agosto de 2012, NaturalMotion anunció que había adquirido el estudio, BossAlien, por una suma no revelada.
El CEO de NaturalMotion, Torsten Reil, anunció un nuevo "juguete interactivo" llamado Clumsy Ninja en el escenario durante el anuncio del iPhone 5 de Apple. Es el primer título móvil en utilizar el motor de animación Euphoria. El juego fue anunciado originalmente para la temporada de vacaciones de 2012, sin embargo, se retrasó en casi un año. 
Finalmente, apareció en todo el mundo en la App Store el 21 de noviembre de 2013. En su lanzamiento, Clumsy Ninja se convirtió en la primera aplicación que se promocionó con un tráiler de video incrustado en el Application Store.

## Juegos desarrollados
| Juego                    | Lanzamiento | Plataforma (s)                        |
| ------------------------ | ----------- | ------------------------------------- |
| Backbreaker Football     | 2009        | iOS, Android                          |
| Backbreaker              | 2010        | Xbox 360, PlayStation 3               |
| Backbreaker 2: Vengeance | 2010        | iOS, Android, Xbox 360                |
| Jenga                    | 2011        | iOS, Android, OS X                    |
| NFL Rivals               | 2011        | iOS                                   |
| Icebreaker Hockey        | 2011        | iOS, Android                          |
| Backbreaker: Vengeance   | 2011        | Xbox Live Arcade, PlayStation Network |
| My Horse                 | 2011        | iOS, Android                          |
| CSR Racing               | 2012        | iOS, OS X, Android, Windows           |
| CSR Classics             | 2013        | iOS, Android                          |
| Clumsy Ninja             | 2013        | iOS, Android                          |
| CSR Racing 2             | 2016        | iOS, Android                          |
| Dawn of Titans           | 2016        | iOS, Android                          |